# Glonville
Glonville ist eine französische Gemeinde mit 376 Einwohnern (Stand: 1. Januar 2022) im Département Meurthe-et-Moselle in der Region Grand Est (vor 2016 Lothringen). Die Gemeinde gehört zum Arrondissement Lunéville und zum Kanton Baccarat. Die Einwohner werden Glonvillois genannt.

## Geographie
Glonville liegt zwischen Lunéville und Saint-Dié am Fuß der Vogesen. Die Meurthe begrenzt die Gemeinde im Nordosten. Umgeben wird Glonville von den Nachbargemeinden Azerailles im Norden, Baccarat im Osten, Deneuvre im Süden und Südosten, Bazien im Süden, Fontenoy-la-Joûte im Westen und Südwesten sowie Flin im Nordwesten.

## Bevölkerungsentwicklung
| Jahr                       | 1962 | 1968 | 1975 | 1982 | 1990 | 1999 | 2006 | 2019 |
| Einwohner                  | 379  | 362  | 328  | 343  | 366  | 317  | 333  | 366  |
| Quellen: Cassini und INSEE |      |      |      |      |      |      |      |      |

## Kultur und Sehenswürdigkeiten
- Kirche Saint-Maurice aus dem 19. Jahrhundert

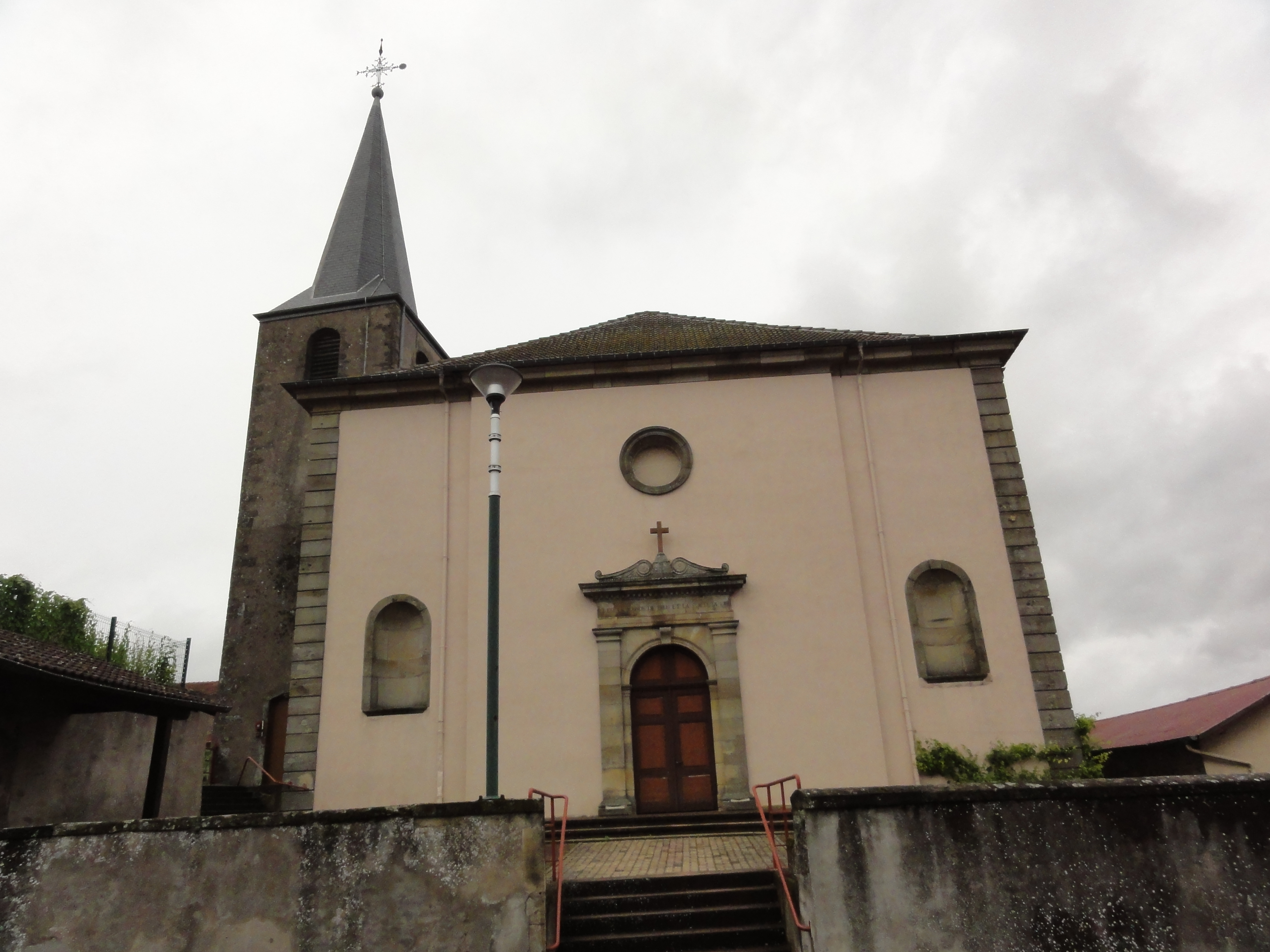
Kirche Saint-Maurice